# End of Green
End of Green — немецкая группа, играющая музыку в жанре Depressed Subcore, придуманный самими музыкантами.

## История
Группа была образована 9 ноября 1991 года под другим названием. Поначалу она состояла из шести человек и играла чистый панк.
Все изменилось после того как группу покинули клавишник и вокалист. Это коренным образом сказалось на творчестве группы.
К микрофону встал гитарист Mike Huburn, появился новый басист, и остались основатели — Oliver Merkle и Matthias Siffermann.
Группа кардинально сменила стиль и вместо панка стала играть Dark Doom с примесью меланхоличной альтернативы.
В 1994 году группа изменила имя на End Of Green и подписала контракт на пять альбомов с фирмой «Nuclear Blast» Архивная копия от 26 июня 2018 на Wayback Machine.
Вскоре группу покинул басист Юрген и теперь команда стала представлять собой трио. Именно таким составом и был записан первый альбом Infinity. Альбом записан в студии Nightmare продюсером Экки Эрленбушем с августа по сентябрь 1995 года.
Вышел в апреле 1996 года и получил хорошие отзывы в средствах массовой информации и среди поклонников по всей Европе.
После записи альбома к группе присоединился басист Райнер Хампел. Вскоре после этого они расстались с Nuclear blast и подписали контракт с новым лейблом — «Subzero records» Архивная копия от 16 сентября 2009 на Wayback Machine. На этом лейбле в 1998 году вышел второй альбом Believe, My Friend…. Звучание в альбоме уже было не таким как в предшественнике, «doom» уступил место новому более меланхоличному стилю. Этот альбом также получил хорошие отзывы. После выхода диска в группе появился новичок — Michael Setzer.
Этим составом они приступили к созданию нового альбома. В 2001 году End Of Green записывают кавер для трибьют-альбома Type o negative, Black No 1, который издаётся силами журнала Orkus. В 2002 году на лейбле Silverdust выходит третий диск Songs For a Dying World. Этот альбом уже окончательно сформировал музыкальный стиль группы получивший название «depressed subcore».
Между записью альбомов группа активно гастролирует и принимает участие в различных фестивалях. В 2002 играет на Summer Breeze Open Air и попадает на оф. dvd. Спустя год выходит ещё один альбом Last Night On Earth. Группа набирает всё большую популярность у себя на родине. Через 2 года в 2005 выходит уже пятый альбом Dead End Dreaming который становится популярен далеко за пределами Германии. Музыканты снимают видео на 2 песни (Weakness и Dead end Hero) из этого альбома. В этом же году группу приглашают на Wacken Open Air. В 2007 вокалист группы Michelle Darkness записывает сольный альбом Brand new drug
В альбоме присутствуют несколько каверов на Joy Division и Ramones. На кавер Ramones снимается видео. В 2008 все на том же лейбле Silverdust выходит альбом The Sick’s Sense. Кроме CD приобрести его можно на виниле.

## Название
End Of Green — «конец зелёному» (перевод с англ.) End Of Green — это очень распространённое в Германии выражение.
Зелёный цвет — цвет надежды. Так что название группы означает не что иное, как Конец надежде.

## Студийные альбомы
- Infinity (1996)
- Believe, My Friend… (1998)
- Songs For a Dying World (2002)
- Last Night On Earth (2003)
- Dead End Dreaming (2005)
- The Sick’s Sense (2008)
- High Hopes In Low Places (2010)
- The Painstream (2013)
- Void Estate (2017)

## Синглы, EP
- Gravedancer (2010)